# 서평군
서평군 이요(西平君 李橈, 1687년 ~ 1756년)는 조선의 왕족이자 문신이다.

## 생애

### 일생
선조의 현손자로, 선조의 서자 인성군의 손자였던 화춘군 이정의 차남이다. 1696년 여흥 민씨 민정환의 딸과 결혼하였으나 1699년 사별하였으며, 1700년 삭녕 최씨 최경준의 딸과 재혼하였으나 후사가 없었다. 뒤에 백부 화창군 연의 손자이자 양평군 색의 셋째 아들 익렬을 후사로 삼았다.
1723년 이후부터는 사신 신분으로 청나라에 여러 번 다녀와 뛰어난 외교 능술로 경종과 영조의 신임을 연이어 얻었다.
이후 그는 청나라에 사신으로 다녀갈 때마다 옹정제와 건륭제가 그의 붓글씨 솜씨에 감탄하여, 급기야는 청나라 황궁에 있는 10개 문의 현판에다 붓글씨를 쓰게 하여 그의 글씨체가 조선과 청나라에 널리 알려졌다. 또 숙종 말기~영조 초중기에 건립된 종실 신도비의 대부분이 서평군의 글씨이다. 또 서평군은 거문고 연주에도 능달하였다.
1753년에 갑자기 풍병으로 몸져 누워 3년을 와병하다가 1756년에 향년 70세로 훙서하였다.
그는 종실이라는 신분임에도 불구하고 다소 서민적인 성격을 가진 데다가 영조의 두터운 신임을 얻은 까닭에 영조가 추진하는 탕평책에 큰 일조를 하기도 하였다. 그러나 영조의 신임을 빙자한 나머지 교만한 술책으로써 부정축재를 하여 조정 여러 간관의 탄핵을 받기도 하였다.

## 같이 보기
- 운현궁